# Mas del Ciuró
Mas del Ciuró és una masia amb elements gòtics i renaixentistes de Santa Maria d'Oló (Moianès) inclosa a l'Inventari del Patrimoni Arquitectònic de Catalunya.

## Descripció
Cal distingir la torre de la casa. La torre és una edificació de planta quadrada de 5 pisos i 16 m d'alçada per 7 per banda. Una escala de caragol puja de baix a dalt. Totes les finestres són adovellades i cal destacar la del pis principal ornada amb motllures, amb dues petites mènsules (una amb cara d'home i l'altra de dona). La torre és rematada, després d'un fris de pedra, per 5 arcs estrets amb pedra, segurament amb funcions defensives. La casa que s'hi adossà posteriorment a la torre és de 3 plantes i té dos cossos: un pel cantó de llevant i un altre al cantó nord. L'estructura és setcentista (1696 segons la llinda del portal d'entrada). A les finestres hi ha motius decoratius com rosetes i alguns de tradició gòtica. La façana té un gran portal adovellat de mig punt, de tradició renaixentista.

## Història
El mas es troba citat ja al primer terç del segle xiv, moment en què es prestava homenatge al senyor del castell d'Oló i de la vall d'Aguiló. El mas, un dels més grans del terme, és el resultat de l'annexió de diversos masos rònecs que havien quedat abandonats després de la crisi del segle xiv.
Hom creu que s'havia anomenat "Torre d'Oló". Servia per vigilar la part de la Gavarresa, des d'on hagués estat fàcil envair Oló. La torre actual és obra del segle XIV-XV. L'estructura de la casa és una mica posterior, obra del xviii (1696 a la llinda del portal d'entrada). El mas fou cremat durant la guerra del francès. A la dècada de 1970 canvia de propietaris i fou restaurat.